# Шанель, Коко
Габриэ́ль Бонёр (Коко́) Шане́ль (фр. Gabrielle Bonheur "Coco" Chanel; 19 августа 1883, Сомюр — 10 января 1971, Париж) — французский модельер и основательница модного дома Chanel. Оказала существенное влияние на интернациональную моду XX века. Оказала ключевое влияние на признание моды центральным феноменом XX века.

## Основа стиля
В период после Первой мировой войны использовала стиль, ориентированный на упрощение женского костюма. Этому стилю было свойственно заимствование элементов традиционного мужского гардероба и следование принципу «роскошной простоты» (le luxe de la simplicité). Этот стиль заменил ранее доминировавший «корсетный силуэт» в женской моде. В отличие от него новаторский стиль Шанель отличался большей простотой, одежда стала более удобной и менее дорогой, требовала гораздо меньше времени для надевания или снятия — и при этом была не менее элегантной. Модельер Поль Пуаре определил её стиль как «люксовый мизерабилизм».
Коко ввела в женскую моду приталенный жакет и маленькое чёрное платье. Она стала единственным человеком из мира моды, включённым журналом Time в список 100 самых влиятельных людей XX века. Будучи известным модельером, Шанель приобрела славу и за пределами дизайна одежды, реализовав свой талант в создании украшений, сумок и парфюмерии. Из аксессуаров, созданных ею, наиболее известными стали сумка на цепочке и крупная бижутерия — в первую очередь броши-камелии и искусственный жемчуг. Производимые её фирмой духи «Chanel No. 5» стали парфюмерным бестселлером XX века. Шанель заимствовала логотип своего дома моды у старинного замка в Ницце, где производили знаменитое вино «Chateau de Cremat».
Шанель критиковали за то, что в период немецкой оккупации Франции во время Второй мировой войны она была довольно тесно связана с нацистскими властями, действуя так из профессиональных соображений. Так, Шанель находилась в близких отношениях с немецким дипломатом, бароном (фрайгерром) Гансом Гюнтером фон Динклаге. После войны Шанель допрашивали по поводу её отношений с ним, но ей так и не были предъявлены обвинения в коллаборационизме благодаря вмешательству британского премьер-министра Уинстона Черчилля. Проведя пятнадцать послевоенных лет в Швейцарии, она вернулась в Париж и возродила свой модный дом. В 2011 году американский журналист Хэл Воган опубликовал книгу о Шанель, основанную на недавно рассекреченных документах, где доказывал, что она напрямую сотрудничала с нацистской Службой безопасности рейхсфюрера СС, а в конце 1943 года ей якобы было поручено передать Черчиллю предложение о мире, чтобы положить конец войне.

## Биография

### Ранние годы
Габриэль Бонёр Шанель родилась в 1883 году. Её мать, Эжени Жанна Деволь Шанель, фамилия Шанель не является истинной, так как при переписи населения, была допущена ошибка и пропустили букву с, ее настоящая фамилия Шансель, узнали это нацистские военные, когда искали информацию о Габриэль Шанель. Жанна работала прачкой в благотворительной больнице Сестёр Провидения (приюте для бедных) в Сомюре (департамент Мен и Луара):14. Габриэль была вторым ребёнком Жанны от Альбера Шанеля, её старшая сестра Жюли родилась менее чем за год до неё. Альбер Шанель был ярмарочным торговцем, торговавшим рабочей одеждой и нижним бельём:27, и поэтому постоянно переезжал с места на место. Семья ютилась в крайне плохих жилищных условиях. В 1884 году Альбер всё-таки женился на Жанне Деволь :16, его убедили это сделать её родственники, «эффективно объединив свои усилия, чтобы собрать приданое, которым был бы доволен Альбер»:16.
При рождении фамилия Габриэль была внесена в официальный реестр как «Chansel». Жанна испытывала серьёзное недомогание и не могла присутствовать на этой регистрации, а Альбер был отмечен в реестре как «путешествующий»:16. Вероятно, из-за отсутствия обоих родителей и была допущена эта ошибка. Впоследствии Жанна не стала исправлять эту ошибку, поскольку юридическая процедура по её исправлению в свидетельстве о рождении Габриэль сделала бы общеизвестным тот факт, что она родилась в приюте для бедных.
У супругов Шанель всего было шестеро детей — Жюли, Габриэль, Альфонс (род. 1885), Антуанетта (род. 1887), Люсьен и Огюстен (умерший в возрасте шести месяцев). Они проживали вместе в тесной однокомнатной квартире в городе Брив-ла-Гайард.
Когда Габриэль было 11 лет, её мать умерла в возрасте 32 лет:18. Её отец отправил двух своих сыновей в мужской монастырь, а трёх дочерей определил в монастырь Обазинском аббатстве, которое управлялось орденом цистерцианцев и было «основано для заботы о бедных и отвергнутых, включая приюты для брошенных и осиротевших девочек»:27. Жизнь в нём была суровая и скромная, со строгой дисциплиной. Но тем не менее именно она, возможно, поспособствовала будущему успеху Шанель, поскольку там она научилась шить. Достигнув 18 лет, Шанель уже не могла в силу возраста оставаться в этом приюте, поэтому она переехала в пансион для католических девушек, располагавшийся в городке Мулен:5.
Став знаменитой, Коко Шанель искажала историю своего детства. Она часто включала в свои рассказы о нём выдуманные эффектные эпизоды, не соответствовавшие действительности. Так, она говорила, что когда её мать умерла, отец в поисках счастья уплыл в Америку, а её отправили жить к двум тёткам. Шанель также утверждала, что родилась на 10 лет позднее своей истинной даты рождения, и что её мать умерла, когда ей было куда меньше чем 11 лет.

### Личная жизнь и начало карьеры

#### Стремления к сценической карьере
Научившись шить за шесть лет пребывания в Обазине, Шанель устроилась на работу швеёй. А в свободное время пела в кабаре, куда часто захаживали кавалерийские офицеры. Шанель дебютировала на сцене, спев в кафе-шантане (популярном увеселительном заведении той эпохи) в муленском павильоне La Rotonde. Она была poseuse — исполнительницей, развлекавшей толпу зрителей в перерывах между звёздными выступлениями. Всё, что ей удавалось зарабатывать таким способом, были деньги, собираемые в передаваемую среди зрителей тарелку во время её выступлений. Именно тогда Габриэль получила имя «Коко», так как часто исполняла песню «Кто видел Коко?» Сама же она любила говорить, что это прозвище ей дал отец. По другой версии, имя «Коко» произошло от Ko Ko Ri Ko и Qui qu’a vu Coco, которые служили намёком на французское слово cocotte (кокотка), обозначающее содержанку. Как артистка Шанель отличалась юношеским очарованием, дразнившим военных — завсегдатаев кабаре.
В 1906 году Шанель работала в курортном городке Виши, который отличался большим количеством концертных залов, театров и кафе. Там она надеялась добиться успеха как исполнительница. Молодость и обаяние Шанель производили впечатление на тех, у кого она пробовалась, но её певческий голос не подходил, и ей не удалось найти работу на сцене:49. Вынужденная искать работу, Шанель устроилась в Grande Grille на место donneuse d’eau, функция которой заключалась в том, чтобы раздавать стаканы якобы целебной минеральной воды, которой славился Виши:45. Когда курортный сезон в Виши закончился, Шанель вернулась в Мулен, на своё прежнее место работы в La Rotonde. Она поняла тогда, что серьёзная сценическая карьера не светит ей в будущем:52.

#### Бальсан и Кэйпел
В Мулене Шанель познакомилась с Этьеном Бальсаном, молодым французским бывшим кавалерийским офицером и наследником крупной текстильной фабрики. В возрасте 23 лет Шанель стала его любовницей, заняв место куртизанки Эмильены д’Алансон в качестве его новой фаворитки:10. В течение следующих трёх лет она жила с ним в его замке Руайо, недалеко от Компьеня, района, известного своими лесистыми конными тропами и охотничьей активностью:5–6. Они жили, потворствуя своим желаниям. Богатство Бальсана позволило ему сплотить вокруг себя круг людей, проводившими всё своё время в нескончаемых вечеринках и удовлетворении всех своих аппетитов со всеми из этого вытекающими негативными последствиями. Бальсан осыпал Шанель атрибутами «богатой жизни» — бриллиантами, платьями и жемчугом. Биограф Жюстин Пикарди в своей книге 2010 года «Coco Chanel. Легенда и жизнь» высказала предположение, что Андре Палас, племянник Коко, который был известен как единственный ребёнок её сестры Жюли-Берты, был на самом деле сыном Коко от Бальсана.
В 1908 году у Шанель завязался роман с одним из друзей Бальсана — капитаном Артуром Эдвардом «Боем» Кэйпелом. Впоследствии Шанель вспоминала об этом периоде своей жизни так: «два джентльмена стремились перещеголять друг друга за моё горячее маленькое тело»:19. Кэйпел, состоятельный представитель английского высшего общества, поселил Шанель в парижской квартире:7 и финансировал открытие её первых магазинов. Возможно, его собственный гардероб повлиял на концепцию стиля Шанель. Дизайн флакона духов «Chanel No. 5» имел две возможные версии своего происхождения, и обе они были связаны с именем Кэйпела. Согласно первой, Шанель адаптировала для него прямоугольные скошенные линии бутылочек для туалетных принадлежностей Charvet, которые он носил в своём кожаном дорожном чемодане, а согласно второй — образцом послужил графин для виски, которым он пользовался. Она так им восхищалась, что захотела воспроизвести его форму в «изысканном, дорогом, нежном стекле»:103. Они вместе проводили время на фешенебельных курортах, таких как Довиль, но, несмотря на надежды Шанель на совместную жизнь, Кэйпел никогда не был ей верен. Их отношения длились девять лет. Даже после того, как в 1918 году он женился на английской аристократке Диане Уиндхэм, Кэйпел не порвал окончательно с Шанель. Он погиб в автокатастрофе 22 декабря 1919 года. По слухам, придорожный памятник на месте аварии Кэйпела был заказан Шанель. Спустя 25 лет после этой трагедии Шанель, проживавшая тогда в Швейцарии, призналась своему другу Полю Морану: «Его смерть стала для меня ужасным ударом. Потеряв Кэйпела, я потеряла всё. Я должна сказать, что жизнь, последовавшая за этим, не была счастливой»:9.
Шанель начала создавать шляпы, когда жила с Бальсаном, сперва в качестве развлечения, которое со временем превратилось в коммерческое предприятие. В 1910 году она стала лицензированной модисткой и открыла свой бутик Chanel Modes в здание № 21 по улице Камбон в Париже. Поскольку по этому адресу уже располагалось преуспевающее предприятие по производству одежды, Шанель продавала там только свои шляпы. Славу в качестве модистки Шанель приобрела в 1912 году, когда театральная актриса Габриэль Дорзиа надела её шляпки при исполнении своей роли в пьесе Фернана Нозьера «Милый друг». Впоследствии Дорзиа снова примерила шляпки Шанель на фотографиях, опубликованных в Les Modes.

#### Поль Ириб
В 1928 Коко Шанель находилась в отношениях с известным дизайнером Полем Ирибом. 

### Дальнейшая биография
Шанель и её подруга Мизиа Серт были последними, кто посетил Дягилева накануне его смерти 19 августа 1929 года. Они же оплатили похороны на острове Сан-Микеле, так как ни у покойного, ни у бывшего при нём Лифаря, не было денег. Дягилев умер в день рождения Шанель, и впоследствии она никогда его не праздновала.
В 1925 году познакомилась в Монте-Карло с Хью Гровенором, герцогом Вестминстерским. Их связь продолжалась десять лет. Герцог делал Шанель роскошные подарки: в частности, он купил ей дом в престижном районе Лондона Мейфэр, а в 1927 году подарил участок земли в Рокебрюн-Кап-Мартен на Лазурном берегу, где Шанель построила виллу «Ла пауза».

### Военное время
В 1939 году, с началом войны, Шанель закрыла модный дом и все свои магазины.
В июне 1940 года её племянник Андре Палас был взят в немецкий плен. Пытаясь его вызволить, Шанель обратилась к своему давнему знакомому, атташе немецкого посольства барону Гансу Гюнтеру фон Динклаге. В итоге Андре Палас был освобождён, а 56-летняя Шанель вступила в связь с фон Динклаге. Согласно досье, хранящемуся в Венсене, Шанель была «любовницей и агентом барона Ганса Гюнтера фон Динклаге» в 1942—1943 годах. По словам хранителя архива Фредерика Кугинера, запись указывает на то, что Шанель считалась агентом Абвера; также её могли рассматривать как потенциальный источник информации.
Хэл Воган в своей книге «В постели с врагом: тайная война Коко Шанель» утверждает, что Шанель сотрудничала с германским правительством во время Второй мировой войны. По словам историка, она не просто поставляла немцам инсайдерскую информацию из Франции, но и официально числилась в немецкой разведке, имея на своём счету более десятка успешно выполненных шпионских миссий.
В ноябре 1943 года Шанель искала встречи с Уинстоном Черчиллем. Хорошо знакомая с премьер-министром благодаря своему любовнику, герцогу Вестминстерскому, она желала убедить его согласиться с принципами секретных англо-германских переговоров. Габриэль обсуждала этот вопрос с Теодором Моммом, отвечающим за текстильную промышленность оккупированной Франции, с которым познакомилась благодаря фон Динклаге. Момм передал предложение в Берлин, руководителю Шестого управления, контролировавшего службу внешней разведки, Вальтеру Шелленбергу. Тот посчитал предложение интересным: операция «Модельхут» (с нем. — «Модная шляпа») давала возможность беспрепятственной поездки в Мадрид (где Шанель намеревалась встретиться с Черчиллем, задержавшимся там по пути с Тегеранской конференции) с пропуском, действительным в течение нескольких дней.
Шанель и Динклаге выехали в Мадрид в конце декабря 1943 — начале января 1944 года. Паспорт для поездки в Испанию был выдан Шанель 17 декабря 1943 года по личному распоряжению начальника СС в Париже Карла Бёмельбурга. В Мадриде компанию Шанель составляла её подруга Вера Ломбарди (арестованная в Риме 12 ноября 1943 года и направленная в концлагерь Баньо-а-Риполи, 10 дней спустя она была освобождена при посредничестве Шелленберга). Поездка спонсировалась немецкой стороной — гауптштурмфюреру СС Вальтеру Кучману было поручено перевезти для Шанель в Мадрид крупную сумму денег. Остановившись в «Рице», Шанель встретилась в британском посольстве с сэром Сэмюэлем Хором, однако увидеться с Черчиллем, который был болен, она не смогла — к тому же, Вера сообщила англичанам, что её спутники являются немецкими шпионами. Шанель вернулась в Париж ни с чем — она смогла лишь передать через посольство Черчиллю письмо, в котором просила помочь Вере, так как в её итальянском паспорте стояла дискредитирующая её немецкая виза.
По окончании войны Шанель припомнили все её контакты с немцами. За ней закрепился ярлык пособницы нацистов, она была обвинена в коллаборационизме и арестована. В 1944 году по совету Черчилля её выпустили на свободу, но при условии, что она покинет Францию. Шанель пришлось уехать в Швейцарию, где она жила до 1953 года.

### Возвращение в мир моды
В 1954 году 71-летняя Габриэль вернулась в мир высокой моды, представив свою новую коллекцию. Былой славы и уважения она добилась лишь спустя три сезона; богатые и знаменитые женщины стали постоянными посетительницами её показов. Твидовый костюм «от Шанель» — узкая юбка и обшитый тесьмой жакет без воротника с золотистыми пуговицами и накладными карманами — приобрёл популярность и стал символом успеха его владелицы.
В 1950—1960-х годах Шанель сотрудничала с различными голливудскими студиями, она одевала таких звезд, как Одри Хепбёрн и Элизабет Тейлор. Среди её клиенток была первая леди США Жаклин Кеннеди. Кроме того, Шанель была меценатом. Она оказывала финансовую поддержку Сальвадору Дали и Пабло Пикассо. В 60-е годы Шанель отвергла идею мини-юбок, из-за чего её модный дом сильно сдал свои позиции.

### Смерть
10 января 1971 года в возрасте 87 лет Габриэль скончалась от сердечного приступа в отеле «Риц» в Париже, где жила долгое время. Похоронена на кладбище Буа-де-Во в Лозанне (Швейцария); верхнюю часть надгробия украшает барельеф с изображением пяти львиных голов.

## Творчество

### В театре
Русский балет Дягилева
- 1924 — костюмы для балета Дариуса Мийо «Голубой экспресс[фр.]», декорации Анри Лорана, занавес Пабло Пикассо, постановка Брониславы Нижинской.
- 1928 — костюмы для балета Игоря Стравинского «Аполлон Мусагет[англ.]», декорации Андре Бошана[англ.], постановка Джорджа Баланчина.

### Духи
Около 1920 года, во время пребывания в Грасе, Великий князь Дмитрий Павлович Романов познакомил Коко Шанель, свою возлюбленную, с эмигрантом из России парфюмером Эрнестом Бо.
Шанель попросила Эрнеста Бо создать не традиционные для того времени духи с цветочным или фруктовым букетом, но ни на что не похожий аромат, олицетворяющий женственность.
В 1921 году после интенсивных изысканий парфюмер предложил Шанель выбрать аромат из двух серий пронумерованных образцов: от 1 до 5 и от 20 до 24; Коко понравилась композиция во флаконе № 5. 
Шанель пригласила нескольких друзей и Эрнеста Бо в самый большой ресторан Канн и лично представила духи во время ужина. Она поставила флакон с новым ароматом на стол и нажимала на пульверизатор, как только мимо проходила какая-нибудь элегантная особа. Позднее Шанель вспоминала: «Эффект был потрясающим: все женщины, проходившие мимо нашего столика, останавливались, вдыхая воздух». Так появились знаменитые женские духи Шанель № 5 — под этим лаконичным названием новый аромат и был запущен в продажу.
Необычайный коммерческий успех духов № 5 от Шанель способствовал созданию в 1924 году акционерного общества Les Parfums Chanel по производству парфюмерии, куда был приглашен Эрнест Бо.
Сейчас эти, пожалуй самые знаменитые духи, входят в список самых дорогих жидкостей в мире: $6878 за литр. Аромат состоит из около 80 ингредиентов, самым дорогим из которых является роза столистная. В 2016 году была выпущена обновленная версия «Chanel N°5 L'Eau». Лицом новинки стала Лили-Роуз Мелоди Депп.

### Маленькое чёрное платье
Шанель сделала популярным строгое чёрное платье, которое можно было носить в течение дня и вечера в зависимости от того, как оно дополнено аксессуарами — тогда как светские правила того времени требовали переодеваться к обеду и к ужину. Ходили слухи, будто его чёрный цвет был призван напоминать Шанель о её погибшем в автокатастрофе возлюбленном Артуре Кэйпеле: общество не одобряло ношение траура по человеку, с которым не был зарегистрирован брак. В 1926 году американский журнал «Vogue» приравнял по универсальности и популярности «маленькое чёрное платье» к автомобилю «Ford T».

### Сумка 2.55
«Я устала носить ридикюли в руках, к тому же я их вечно теряю», — заявила Шанель в 1954 году. В феврале 1955 года она впервые представила небольшую сумочку в форме прямоугольника на длинной цепочке. Женщины смогли носить сумку удобно: просто повесить на плечо и не беспокоиться о её потере.

## Наследие
После смерти Коко дом моды «Шанель» переживал трудные времена. Его возрождение началось в 1983 году, когда руководство домом принял модельер Карл Лагерфельд.
В 2008 году, в честь 125-летия со дня рождения Шанель, он представил дизайн юбилейной монеты номиналом в 5 евро с её изображением. Золотая монета, выпущенная тиражом 99 штук, оценена в 5900 евро, а одну из 11000 серебряных монет можно приобрести за 45 евро.

## Образ в культуре и искусстве

### Театр
- 1969 — «Коко» — бродвейский мюзикл Андре Превина на либретто Алана Лернера. В роли Шанель выступила Кэтрин Хепбёрн — это единственная роль актрисы в мюзикле за её карьеру.
- 22—23 июня 2019 — «Шанель», одноактный балет Ильи Демуцкого на либретто Алексея Франдетти, хореограф Юрий Посохов, сценография Марии Трегубовой, дизайн костюмов — модный дом Chanel, в главной роли — Светлана Захарова; премьера на сцене Большого театра.

### Кинематограф
- 1978 — «Коко Шанель» (1-я серия телесериала «Женщина, Эпоха», Франция).
- 1981 — «Одинокая Коко Шанель» — (США, Франции, Великобритании). В главных ролях Мари-Франс Пизье, Тимоти Далтон и Рутгер Хауэр.
- 2008 — «Коко Шанель» — телефильм (Италии, Франции, Великобритания)[38]).
- 2008 — «Коко Шанель» — Режиссёр Кристиан Дюге. Сценаристы: Джеймс Кэррингтон, Карла Джулия Казалини, Джеффри Хэтчер. В главной роли Ширли МакЛейн. Роль Коко в молодости исполнила Барбора Бобулова.
- 2009 — «Коко до Шанель» — Одри Тоту в главной роли (Франция)[39].
- 2009 — «Коко Шанель и Игорь Стравинский» — Режиссёр Яна Кунена по роману Криса Гринхала[англ.] «Коко и Игорь[англ.]», повествующий об отношениях между Коко Шанель и Игорем Стравинским (Франция)[40].
- 2011 — «Выдающиеся женщины XX столетия — Коко Шанель» (англ. Extraordinary Women. Coco Chanel, Великобритания). Режиссёр: Джоанна Гиббон.
- 2011 — «N 5 — Аромат вечности» (фр. N°5 un parfum d'éternité) — (документальный фильм, Франция). Режиссёры: Лора Фронти / Laura Fronty, Александр Фронти / Alexandre Fronty
- 2013 — «Опиум[фр.]» (Франция). Режиссёр Ариэль Домбаль, в роли Коко — Одри Марне[фр.].
- 2017 — «Война за „№ 5“» (фр. La guerre du N°5) — (документальный фильм, Франция). Режиссёр: Стефан Бенаму / Stéphane Benhamou
- 2024 — «New Look: Революция стиля» — (сериал Apple TV+, США). Режиссёр: Хелен Шейвер, Жюлия Дюкурно, Тодд А. Кесслер, Джереми Подесва. Роль Коко исполнила Жюльет Бинош / Juliette Binoche